# Lantsch/Lenz
Lantsch/Lenz (rätoromanisch Lantschⓘ, deutsch und bis 1943 offiziell Lenz) ist eine politische Gemeinde und ein Pfarrdorf im Hochtal Lenzerheide (Region Albula) im Schweizer Kanton Graubünden. Traditionell sprach eine Mehrheit der Einwohner Rätoromanisch.

## Geschichte

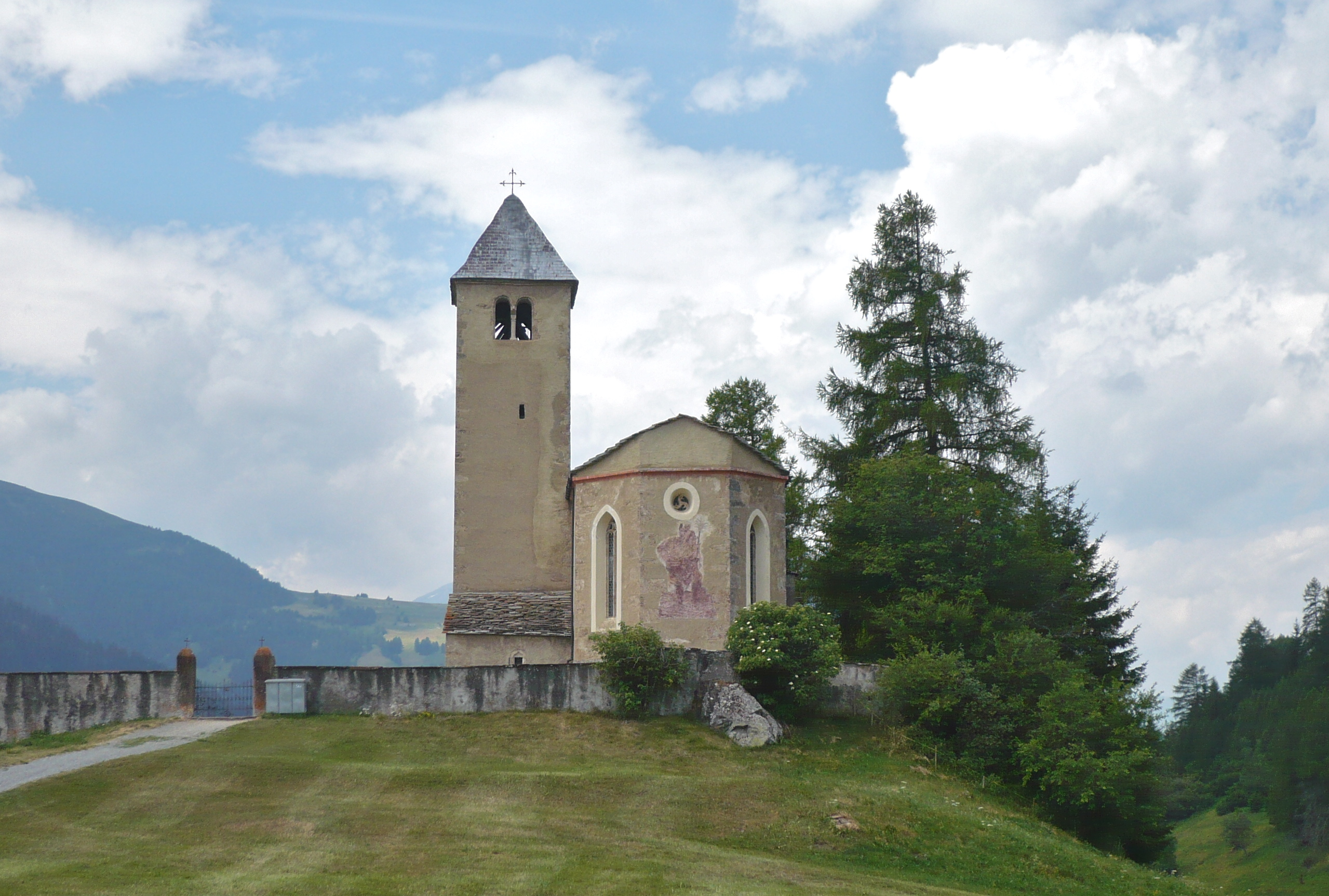
Kirche St. Maria mit Piz Beverin

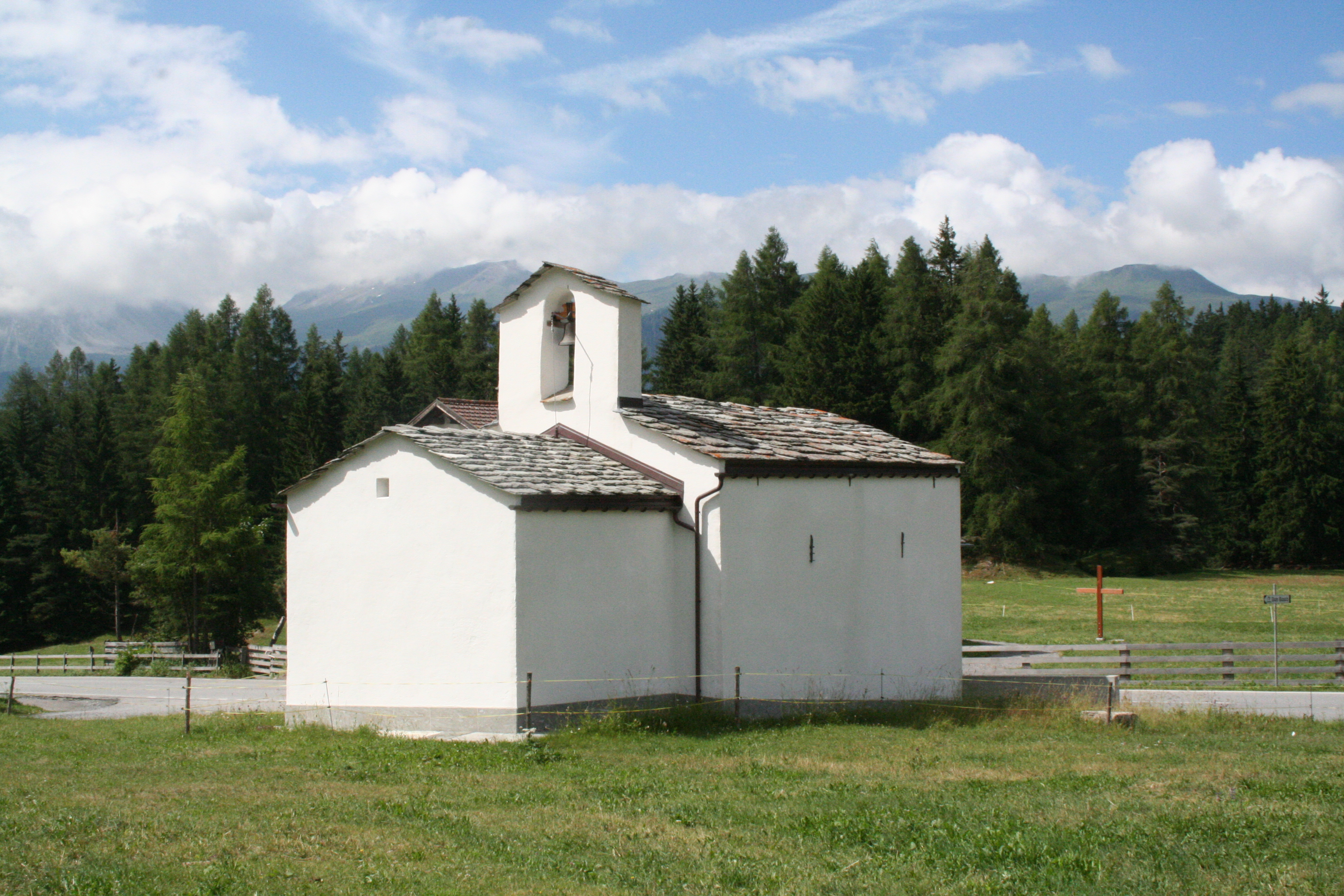
Kapelle St. Cassian

Ausgrabungen auf der südwestlich des Ortskerns liegenden Hügelgruppe «Bot da Loz» zeigten, dass Lenz bereits in der älteren Eisenzeit besiedelt war. Die spätlatènezeitlichen Siedlungsüberreste aus dem 1. Jahrhundert v. Chr. stammen vermutlich von einer keltischen Wachstation. Die Römer benutzten den Übergang Lenzerheide für ihre Truppen und Händler als Durchgangsroute zum Julier- und Septimerpass.
In karolingischer Zeit gehörte «Lanzes» gemäss dem Churrätischen Reichsgutsurbar von 831 zum Ministerium Impetinis. Damals gab es in Lantsch einen Königshof, eine Kirche und zwei Herbergen («tabernen»). Alte Flurnamen deuten darauf hin, dass das ältere Lantsch direkt bei der Kirche St. Maria lag und erst später nach Osten an die Durchgangsstrasse verlegt wurde. Lenz war Eigen der Herren von Belfort; ab dem 12. Jahrhundert bis 1338 lag die Grundherrschaft bei den Freiherren von Vaz. Als Teil von Belfort war Lenz ab 1436 im Zehngerichtenbund kam Lenz über die Toggenburger, Montforter und Matscher 1477 an Österreich. Daneben existierte ein Personenverband von Gotteshausleuten – ausgehend vom bischöflichen Meierhof in Lenz – die der Herrschaft Greifenstein angehörten.

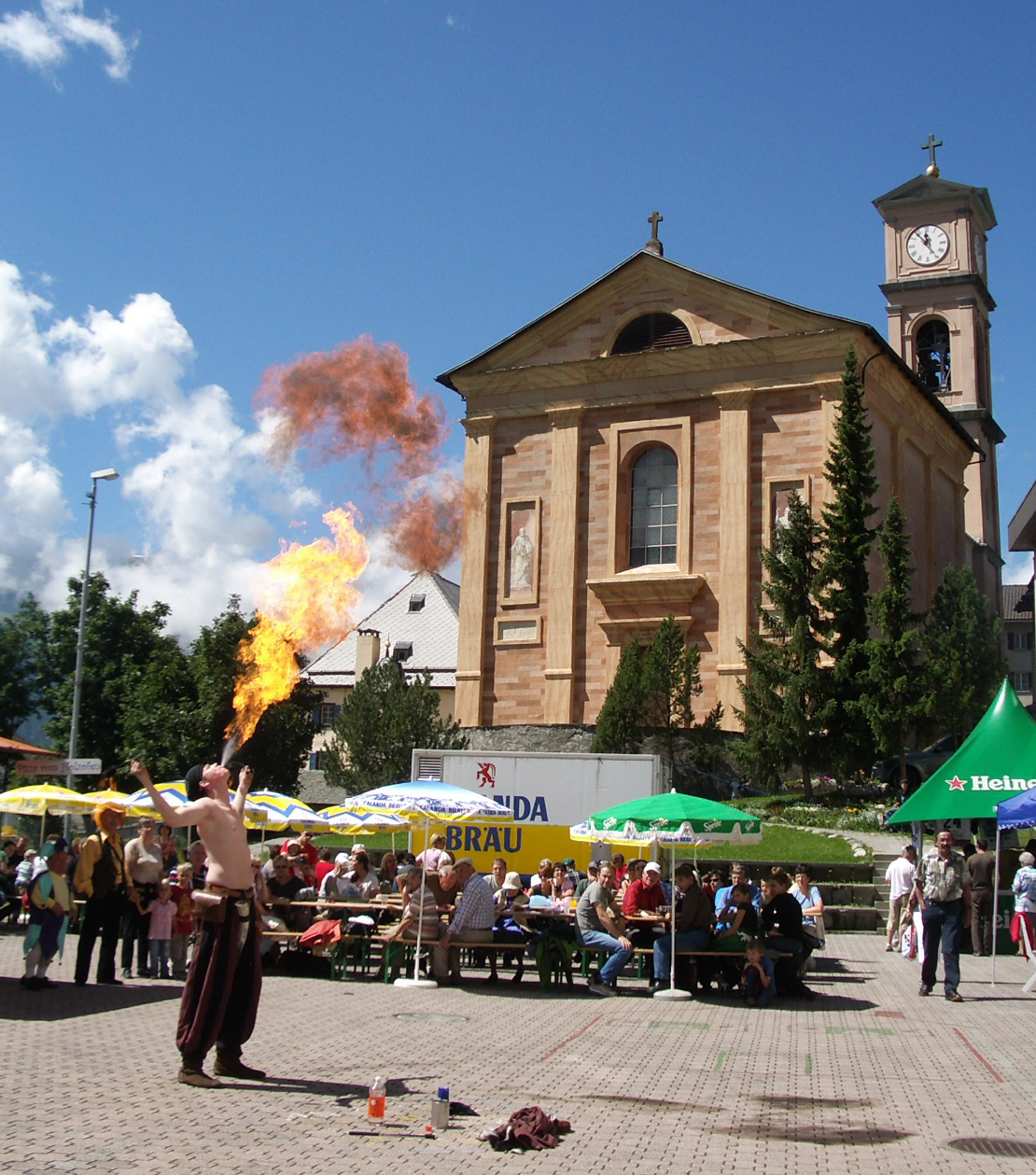
Katholische Pfarrkirche St. Antonius von Padua

Luftbild von Werner Friedli von 1947

Bei der Aufteilung des Gerichts Belfort 1613 in die Halbgerichte Ausser- und Innerbelfort mit je eigenem niederem Gericht kam Lenz zu Ausserbelfort. 1652 wurden die letzten österreichischen Rechte ausgekauft. 1405 ist die Richtung Lenzerheide liegende Kapelle St. Cassian erwähnt. Die der heiligen Maria geweihte, 1505 von Meister Petrus von Bamberg erbaute gotische Kirche wurde 1526 von der Kirche von Brienz getrennt, sie enthält einen bemerkenswerten Schnitzaltar. 1593 erfolgte die Ablösung der bischöflichen Zehnten. 1656 wurde die heutige katholische Pfarrkirche Antonius von Padua von den Kapuzinern erbaut und 1663 geweiht. Die Einwohner betrieben Viehwirtschaft und Ackerbau; zusätzlichen Verdienst brachte der Transitverkehr Richtung Septimer (Strassenbau 1387 bis 1390), Julier, Albulapass und Landwassertal. Als einer der vier Porten – neben Tinizong, Bivio und Vicosoprano – an der Transitstrecke über Julier und Septimer war Lenz berechtigt, Warenzölle zu erheben. An der Albula-Route erhob Lenz den halben Zoll, die andere Hälfte erhob Brienz. Lenz verfügte über eine Sust, die 1587 in Privatbesitz überging, sowie das Zollrecht. 1834 bis 1840 wurde die durchgehend fahrbare Julierstrasse errichtet, 1870 bis 1873 die in Lenz abzweigende Landwasserstrasse Richtung Davos.
Der in den 1960er Jahren einsetzende Bau von Ferienhäusern wurde in den 1970er Jahren intensiviert. Anfang der 1980er Jahre überstieg die Zahl der Ferienwohnungen diejenige der ständig bewohnten. 1986 verfügte die Gemeinde über 1197 Fremdenbetten, davon 68 Prozent in Zweitwohnungen. 2000 betrug der Anteil der Romanischsprachigen knapp zwei Fünftel.

## Wappen
| Wappen von Lantsch/Lenz | Blasonierung: «In Blau ein silbernes (weisses) Saumpferd mit roten Fässern bepackt»                           |
| Wappen von Lantsch/Lenz | Das Saumpferd in den Farben der Familie von Vaz erinnert an den bedeutenden Saumverkehr über die Lenzerheide. |

## Bevölkerung
| Jahr      | 1710 | 1850 | 1900 | 1950 | 1980 | 1990 | 2000 | 2005 | 2010 | 2020 |
| Einwohner | 215  | 353  | 363  | 355  | 382  | 453  | 485  | 496  | 532  | 560  |

### Sprachen
Die Bevölkerung spricht traditionell Surmiran, eine Mundart des Romanischen. Während die Bewohner 1880 mit 96,1 % Romanischsprachigen bereits beinahe einsprachig waren, stieg dieser Wert bis 1910 sogar auf 97,02 %. Seither sinkt der Anteil der Romanen ständig (1941 86,6 %, 1970 74,53 %). Seit dem Jahr 2000 sind die Deutschsprachigen in der absoluten Mehrheit. Amtssprachen der Gemeinde sind Romanisch und Deutsch. Die Entwicklung in den letzten Jahrzehnten zeigt folgende Tabelle:
| Sprachen in Lantsch/Lenz |                   |                   |                   |                   |                   |                   |
| Sprachen                 | Volkszählung 1980 | Volkszählung 1980 | Volkszählung 1990 | Volkszählung 1990 | Volkszählung 2000 | Volkszählung 2000 |
| Sprachen                 | Anzahl            | Anteil            | Anzahl            | Anteil            | Anzahl            | Anteil            |
| Deutsch                  | 133               | 34,82 %           | 226               | 49,89 %           | 263               | 54,23 %           |
| Rätoromanisch            | 230               | 60,21 %           | 197               | 43,49 %           | 178               | 36,70 %           |
| Italienisch              | 16                | 4,19 %            | 9                 | 1,99 %            | 8                 | 1,65 %            |
| Einwohner                | 382               | 100 %             | 453               | 100 %             | 485               | 100 %             |

### Herkunft und Nationalität
Von den Ende 2005 496 Bewohnern waren 448 (= 90,32 %) Schweizer Staatsangehörige.

## Sehenswürdigkeiten

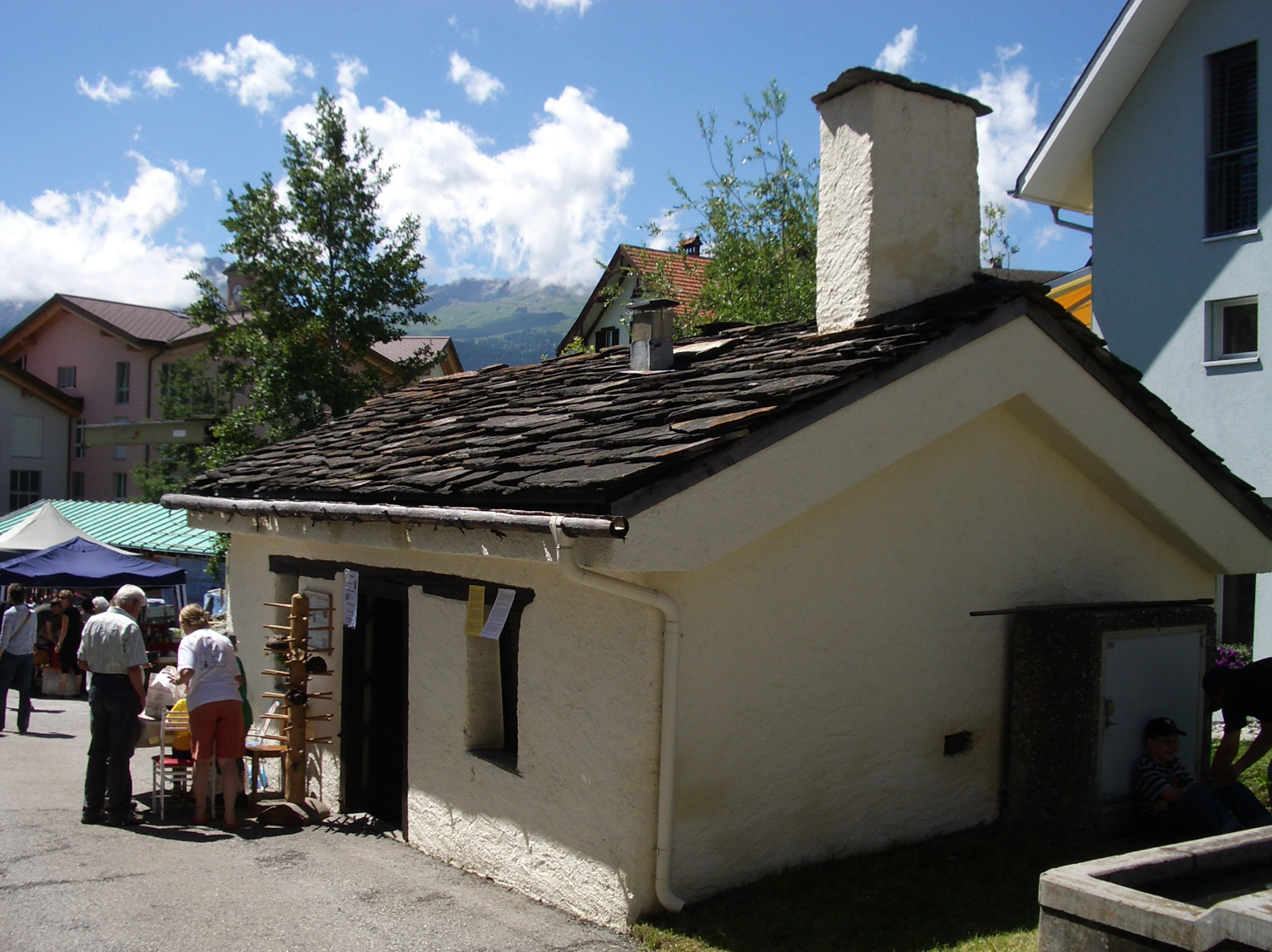
Wasch- und Backhaus Pastroin da la Poarta, etwa 1830

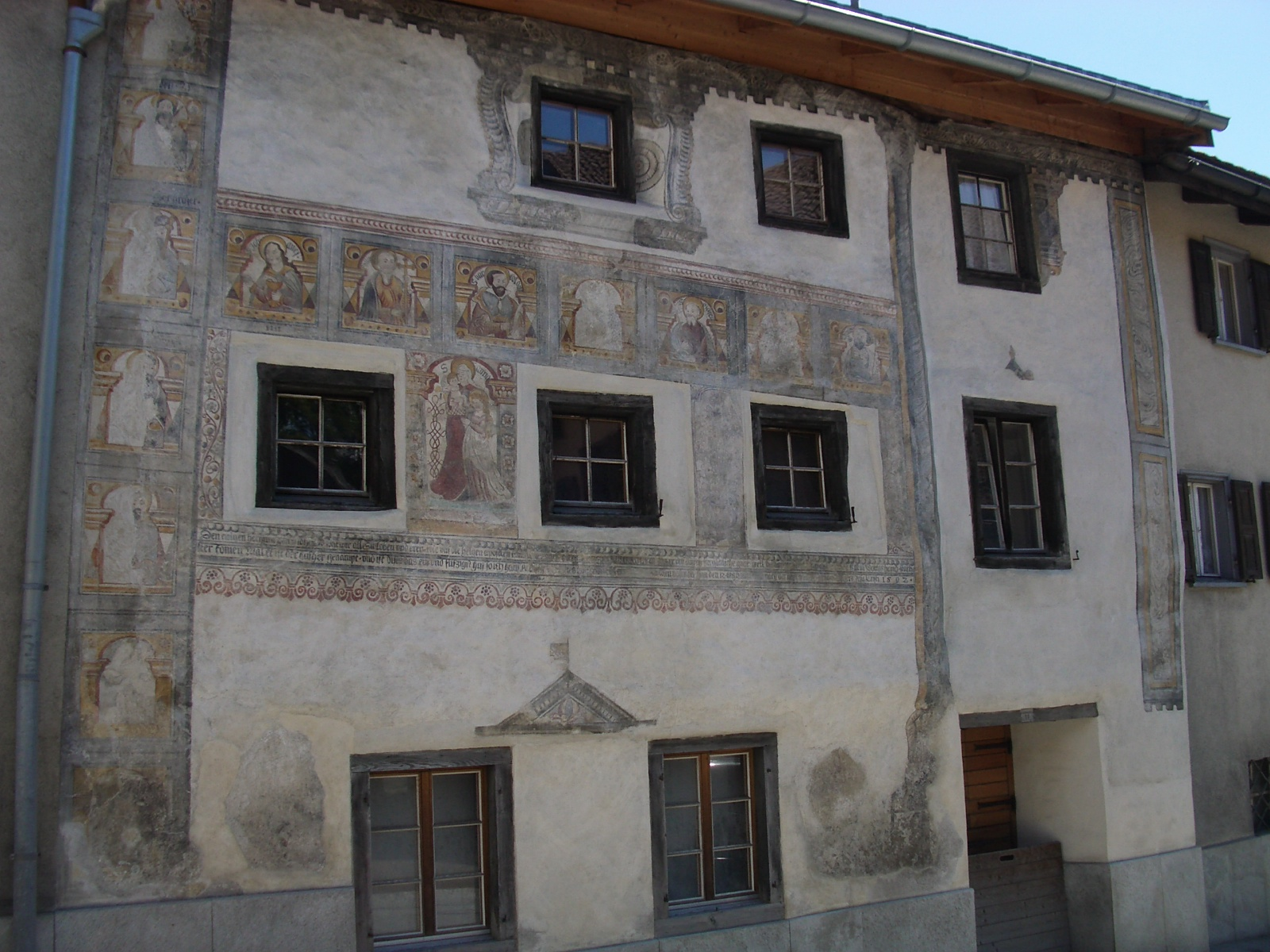
Fassadenmalereien von Hans Ardüser am Haus seiner Schwiegereltern, 1592

- Die heutige Begräbniskirche St. Maria ist eine spätgotische Saalkirche und stammt aus der Mitte des 9. Jahrhunderts.
- In der Mitte des Dorfes steht die katholische Pfarrkirche St. Antonius von Padua.
- Die Kapelle Sankt Cassian an der Strasse nach Lenzerheide ist ein vorgotischer Bau mit eingezogenem Rechteckchor.
- Von den um die Mitte des 19. Jahrhunderts erbauten acht plattengedeckten Wasch- und Backhäusern, rätoromanisch pastroins genannt, konnte der Verein Pro pastroins zwei renovieren und funktionstüchtig erhalten, so dass bei festlichen Anlässen Brot gebacken werden kann.
- An der Dorfstrasse steht das Haus der Schwiegereltern von Hans Ardüser, einem der bekanntesten Maler jener Zeit. Seine Fassadenmalereien aus dem Jahre 1592 zeigen vor allem religiöse Sujets mit Bildnissen von verschiedenen Heiligen, allen voran die Darstellung der Heiligen Anna Selbstdritt.[6]
- Zwei andere Wohnhäuser sind von Hans Ardüser bemalt.[7][8]
- Das Haus Amilcar (Nr. 36) weist Malereien von Hans Ardüser aus dem Jahre 1591 auf. Der viergeschossige Bau mit steilem Satteldach wurde 1694 durch die Familie Beeli von Belfort ausgebaut. Es weist Sgraffiti von 1694 und eine Renaissance-Stube von 1590 auf.[9]

## Biathlon-Arena Lenzerheide
Am nördlichen Dorfrand von Lantsch/Lenz befindet sich die Roland Arena. Am 26. April 2013 erfolgte der Spatenstich für das neue Biathlon- und Skilanglaufstadion, das sowohl als Trainingszentrum für Biathleten und Langläufer dient als auch als Austragungsort internationaler Wettkämpfe.
Nach einer Entscheidung der IBU im November 2020 fanden die Biathlon-Weltmeisterschaften 2025 in Lenzerheide statt, ein Jahr zuvor fand bereits ein Weltcup in der Roland Arena statt. 2023 gab es hier zum ersten Mal in der Schweiz die Biathlon-Europameisterschaften.
Im Januar 2016, zum Jahreswechsel 2017/18, im Dezember 2019 und im Dezember 2021 wurde die Tour de Ski in der Lenzerheide ausgetragen. Zum Jahreswechsel 2013/14 fanden schon zwei Rennetappen der Tour de Ski dort statt, allerdings gab es die Roland Arena noch nicht.

## Persönlichkeiten
- Hans Ardüser (1557 – nach 1614), Bündner Wandermaler, Lehrer und Chronist
- Joseph Michael Willi (1824–1897), Jesuit, Missionar und Pädagoge
- Anton Thaddäus von Sumerau (1697–1771), erster Regierungspräsident Vorderösterreichs